# База Спокойствия
База Спокойствия (лат. Statio Tranquillitatis, англ. Tranquility Base) — название места прилунения модуля Аполлона-11 «Игл» («Орёл»). Дано астронавтом Нилом Армстронгом сразу же после прилунения. Лунные координаты — 0°41′15″ с. ш. 23°26′00″ в. д. / 0,68750° с. ш. 23,43333° в. д., к юго-западу от равнины Моря Спокойствия около кратеров Сабин и Риттер и борозды Ипатии, в США неофициально прозванной «хайвеем № 1» ('U.S. Highway Number 1').

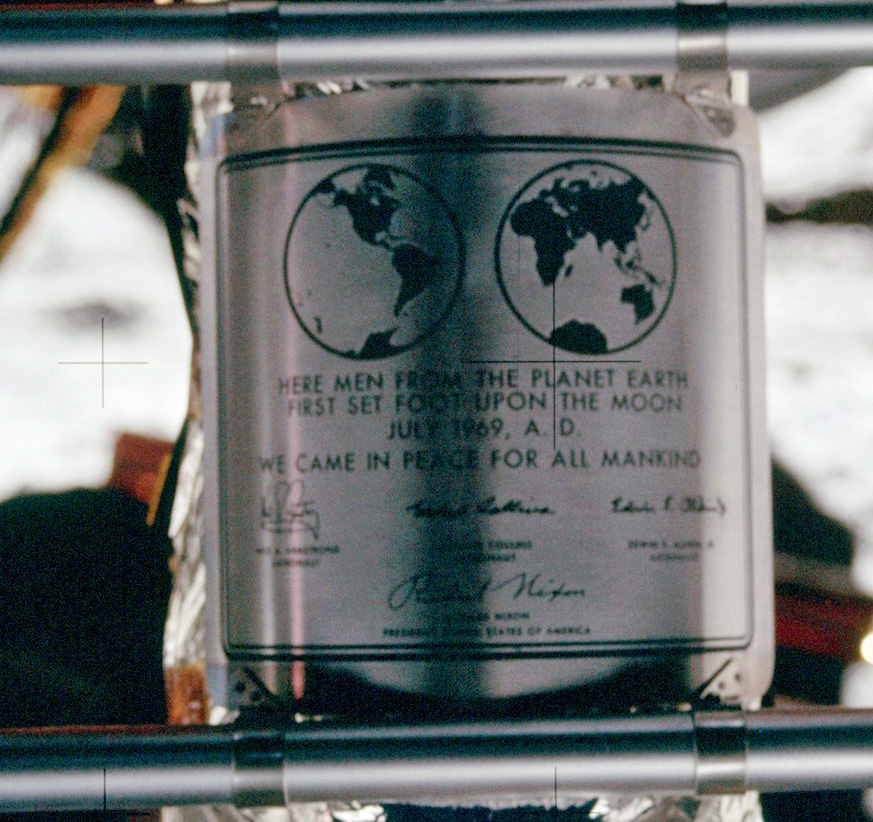
Фотография таблички, оставленной на Базе Спокойствия в нижней (посадочной) части лунного модуля

Армстронг: «Хьюстон, говорит База Спокойствия. Орёл — сел.»
Чарльз Дьюк: «Понял вас, Спокойствие. Вы прилунились. Мы тут все посинели. Теперь мы снова дышим. Спасибо огромное!»
Международный астрономический союз включил данное наименование в официальный список наименований объектов лунной поверхности (в качестве исключения) под латинским именем лат. «Statio Tranquillitatis».